# Witajcie w mroku
Witajcie w mroku – polski film dokumentalny w reżyserii Henryka Dederki z 2008 roku, poświęcony subkulturze gotów, ich życiu, filozofii, muzyce i granicach, których nie boją się przekraczać. Bohaterami filmu są ludzie, których fascynują mroczne sfery ludzkiej osobowości. Dobór bohaterów filmu, sposób przedstawienia i ujęcia tematu wzbudził kontrowersje wśród polskiego środowiska okołogotyckiego.

## Opis
Do udziału w filmie reżyser zaprosił kilka charakterystycznych osobowości. Wszyscy bohaterowie używają estetyki subkultury gotyckiej – barwnych makijaży, strojów oraz tajemniczych pseudonimów. To, co prezentują na zewnątrz, często budzi lęk, niezrozumienie i społeczną dezaprobatę. Wspólne zainteresowania odzwierciedlają ich sposób rozumienia świata.
W filmie pojawiają się m.in. Moritur i Sybilla – „tanatolodzy” i przedsiębiorcy pogrzebowi, autorzy pierwszej polskiej strony internetowej o nekrofilii, Mefisto – uważający się za wampira energetycznego, Xeno – ideolog gotyku i informatyk, Frater Amon zajmujący się Kultem Zos Kia (system magiczny stworzony przez Austina Osmana Spare’a), „wampirzyca” Luna i Kain, którzy prowadzą portal o wampiryzmie a także Marilyn Rosa i T2Wojtas, zajmujący się modyfikacjami ciała, takimi jak piercing, tatuaż i inne. Ich fascynacje oscylują wokół życia, śmierci i odrębnych stanów świadomości. Bohaterowie filmu to ludzie, którzy sypiają w trumnach, piją krew, pasjonują się wampiryzmem i okultyzmem. Niektórzy organizują co roku własne pogrzeby, uznając je za akt artystyczny.
W filmie wystąpili także: Jerzy Prokopiuk (gnostyk, antropozof), Jan Witold Suliga (antropolog kultury, założyciel Centrum Terapii Uzależnień Duchowych) oraz Anja Orthodox (wokalistka zespołu Closterkeller).

## Informacje dodatkowe
Film jest koprodukcją Wytwórni Filmów Oświatowych i Programów Edukacyjnych oraz
HBO Poland. Powstawał latem i jesienią 2008 roku. Pierwsze ujęcia miały miejsce na festiwalu muzyki gotyckiej Castle Party w Bolkowie, ostatnie zaś w Łodzi w październiku. Zdjęcia wykonano również m.in. w Bydgoszczy.
Film Witajcie w mroku był wyświetlany podczas XIX Festiwalu Mediów „Człowiek w Zagrożeniu” w 2009 roku, jako jeden z nominowanych filmów do nagrody „Białej Kobry”. Łódzki festiwal to jeden z najważniejszych w kraju przeglądów filmów i reportaży dokumentalnych zorientowanych społecznie, rejestrujących patologie, nietolerancję, problemy wynikające z transformacji, uwikłań w politykę i z ogólnej kondycji człowieka.
W 2011 roku film był wyświetlany na 14. Festiwalu Filmów Kultowych w Katowicach.